# Sărituri cu schiurile la Jocurile Olimpice de iarnă din 2018
Probele sportive de sărituri cu schiurile Jocurile Olimpice de iarnă din 2018 s-au desfășurat în perioada 14-22 februarie 2018 la Pyeongchang, Coreea de Sud la Centrul de sărituri Alpensia.

## Sumar medalii

### Clasament pe țări
| Loc   | Țară           | Aur | Argint | Bronz | Total |
| ----- | -------------- | --- | ------ | ----- | ----- |
| 1     | Norvegia (NOR) | 2   | 1      | 2     | 5     |
| 2     | Germania (GER) | 1   | 3      | 0     | 4     |
| 3     | Polonia (POL)  | 1   | 0      | 1     | 2     |
| 4     | Japonia (JPN)  | 0   | 0      | 1     | 1     |
| Total | Total          | 4   | 4      | 4     | 12    |

### Probe sportive
| Probă sportivă                                  | Aur                                                                                              | Aur    | Argint                                                                             | Argint | Bronz                                                                  | Bronz  |
| Individual masculin, trambulină normală detalii | Andreas Wellinger · Germania (GER)                                                               | 259,1  | Johann André Forfang · Norvegia (NOR)                                              | 250,9  | Robert Johansson · Norvegia (NOR)                                      | 249,7  |
| Individual masculin, trambulină mare detalii    | Kamil Stoch · Polonia (POL)                                                                      | 285,7  | Andreas Wellinger · Germania (GER)                                                 | 282,3  | Robert Johansson · Norvegia (NOR)                                      | 275,3  |
| Echipe masculin, trambulină mare detalii        | Norvegia (NOR) · Daniel-André Tande · Andreas Stjernen · Johann André Forfang · Robert Johansson | 1098,5 | Germania (GER) · Karl Geiger · Stephan Leyhe · Richard Freitag · Andreas Wellinger | 1075,7 | Polonia (POL) · Maciej Kot · Stefan Hula · Dawid Kubacki · Kamil Stoch | 1072,4 |
| Individual feminin, trambulină normală detalii  | Maren Lundby · Norvegia (NOR)                                                                    | 264,6  | Katharina Althaus · Germania (GER)                                                 | 252,6  | Sara Takanashi · Japonia (JPN)                                         | 243,8  |